# Mastworp

Mastworp met slippend eind

Een mastworp is een knoop waarmee een lijn aan een scheepsmast of andere paal bevestigd kan worden. Wanneer de mastworp onder spanning staat, zal deze knoop niet schuiven. Door kracht op de lijn te zetten trekt deze zichzelf vast.
Wanneer er geen constante kracht maar een steeds variërende kracht op de lijn staat (bijvoorbeeld bij het vastleggen van een boot op een punt waar veel golfslag is), kan een mastworp weleens losraken. In een dergelijk geval kan de mastworp nog gezekerd worden door het losse einde van de lijn nogmaals om de paal te slaan en met een halve steek of slipsteek weer aan het vaste eind van de lijn vast te maken.
Een mastworp kan ook 'op slip' gelegd worden, om ervoor te zorgen dat de lijn weer eenvoudig losgemaakt kan worden.
Bij het pionieren vormt een mastworp vaak het uitgangspunt, bijvoorbeeld voor een kruissjorring.